# Canal Saint-Denis
Il canal Saint-Denis è un canale lungo 6,6 chilometri che, al rond-point des canaux posto all'estremità nord del bassin de la Villette, collega il canale dell'Ourcq, a Parigi, con la Senna nel comune di Saint-Denis, di fronte a L'Île-Saint-Denis. Il canale attraversa una parte del XIX arrondissement e i comuni di Aubervilliers e Saint-Denis, e insieme al canale dell'Ourcq, al bacino de la Villette e al canal Saint-Martin, costituisce la rete dei canali di Parigi.

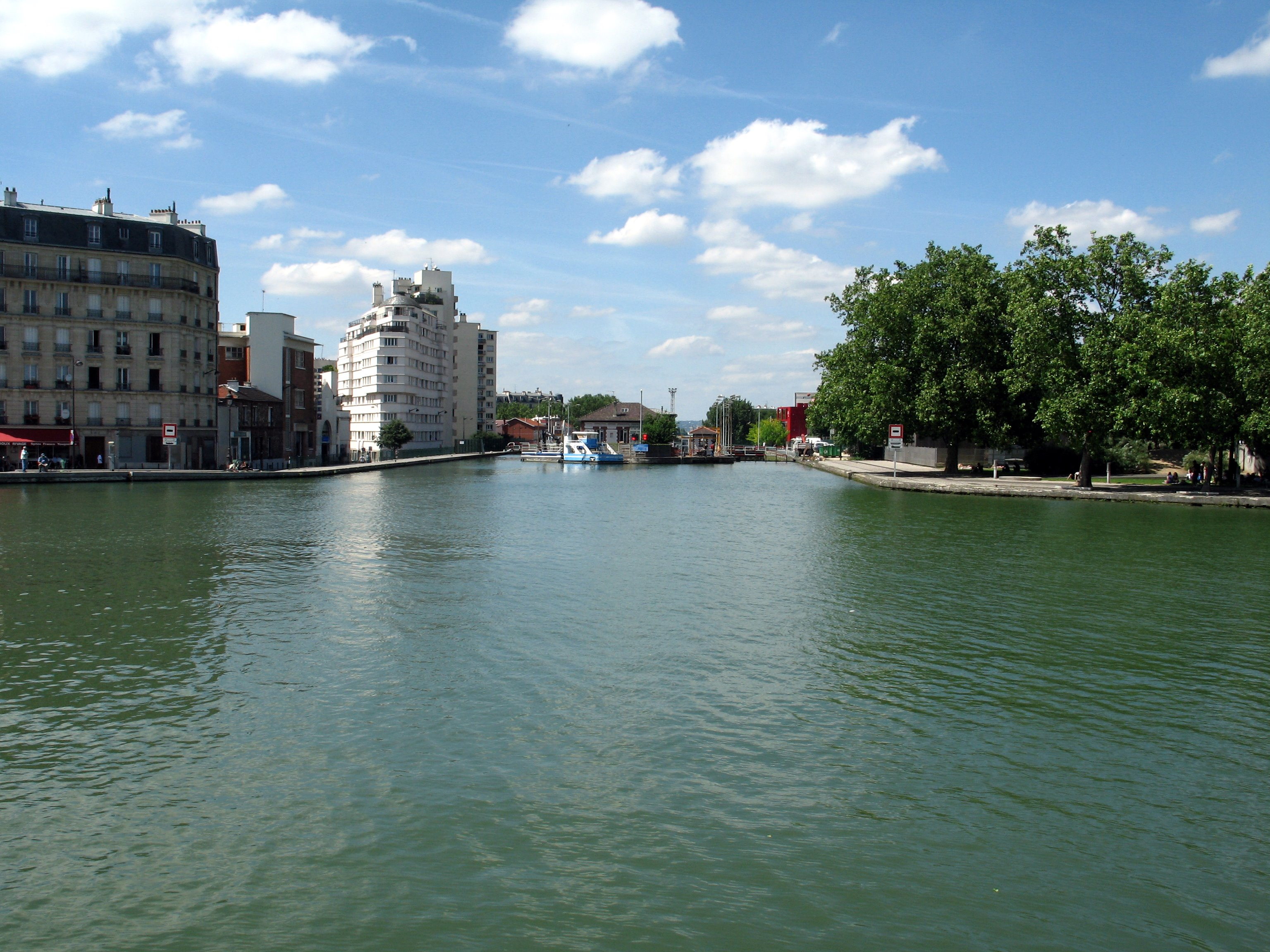
La Villette, Rond point des canaux, confluenza del Canal Saint-Martin e del Canal Saint-Denis

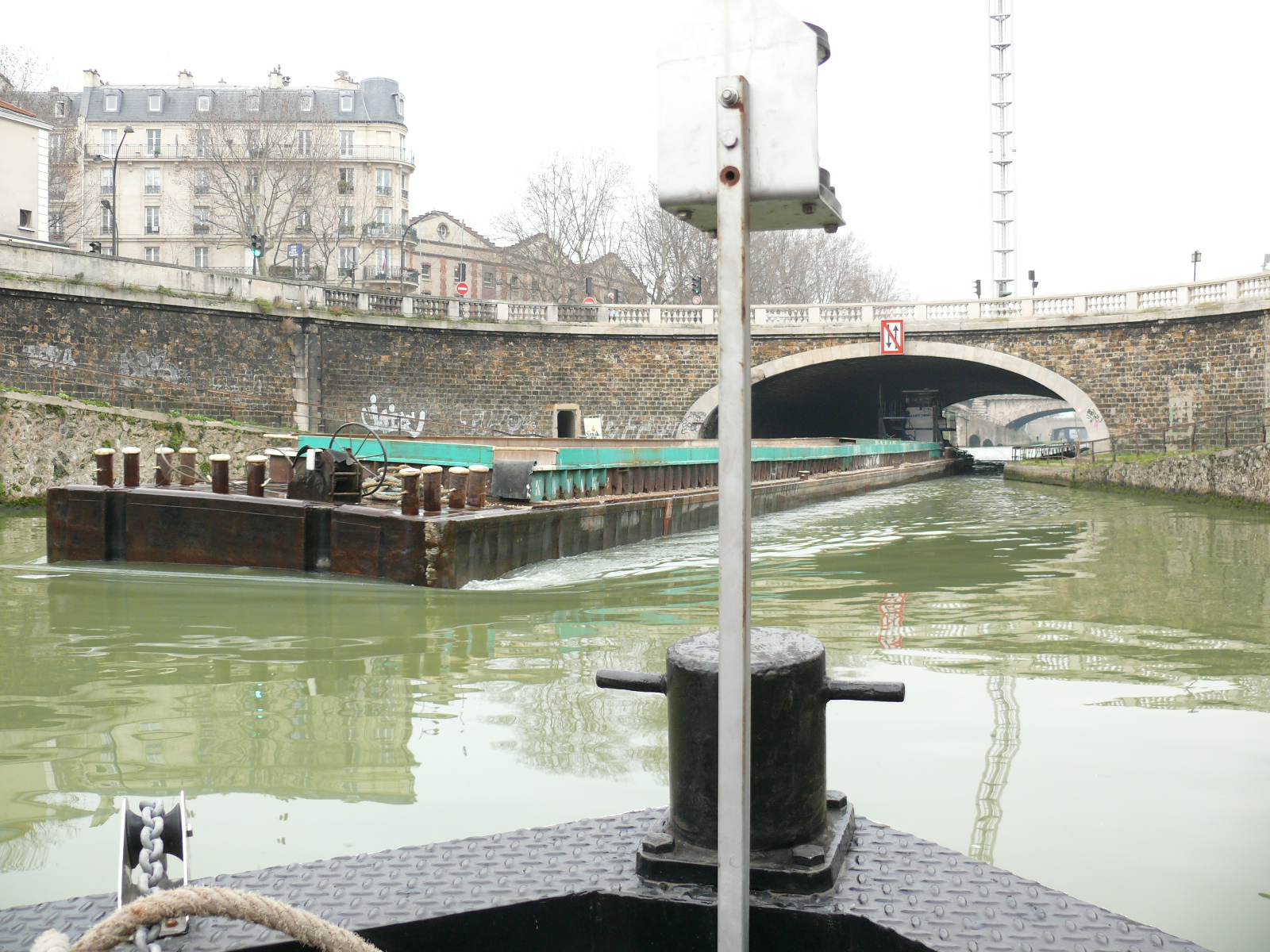
Parigi 19.me, chiatta da carico sul canal Saint-Denis al Pont-de-Flandre

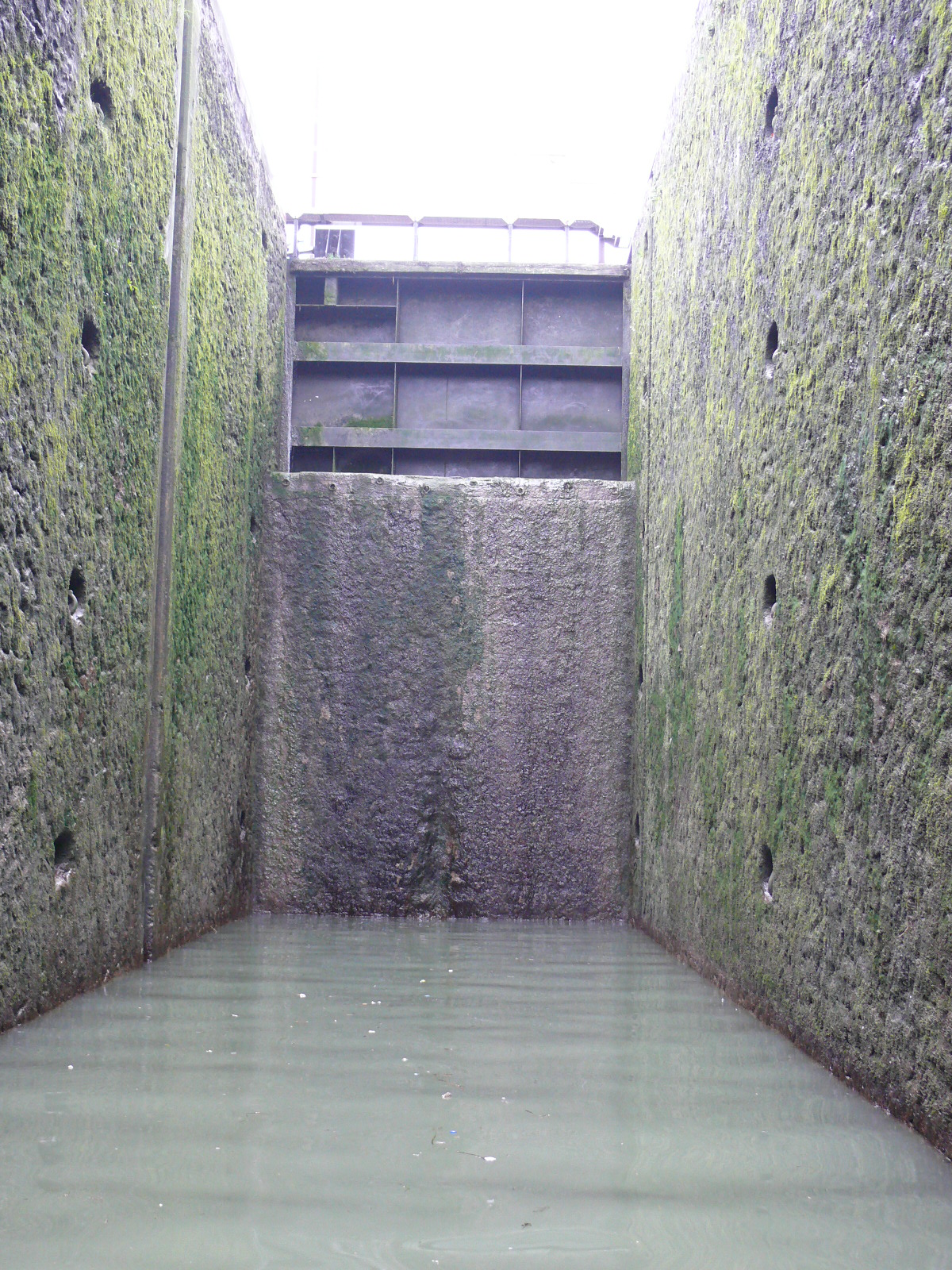
Interno della chiusa detta del "piccolo tronco" (petit bief) al Pont-de-Flandre; prima chiusa di Parigi, copre un dislivello di 10 metri.

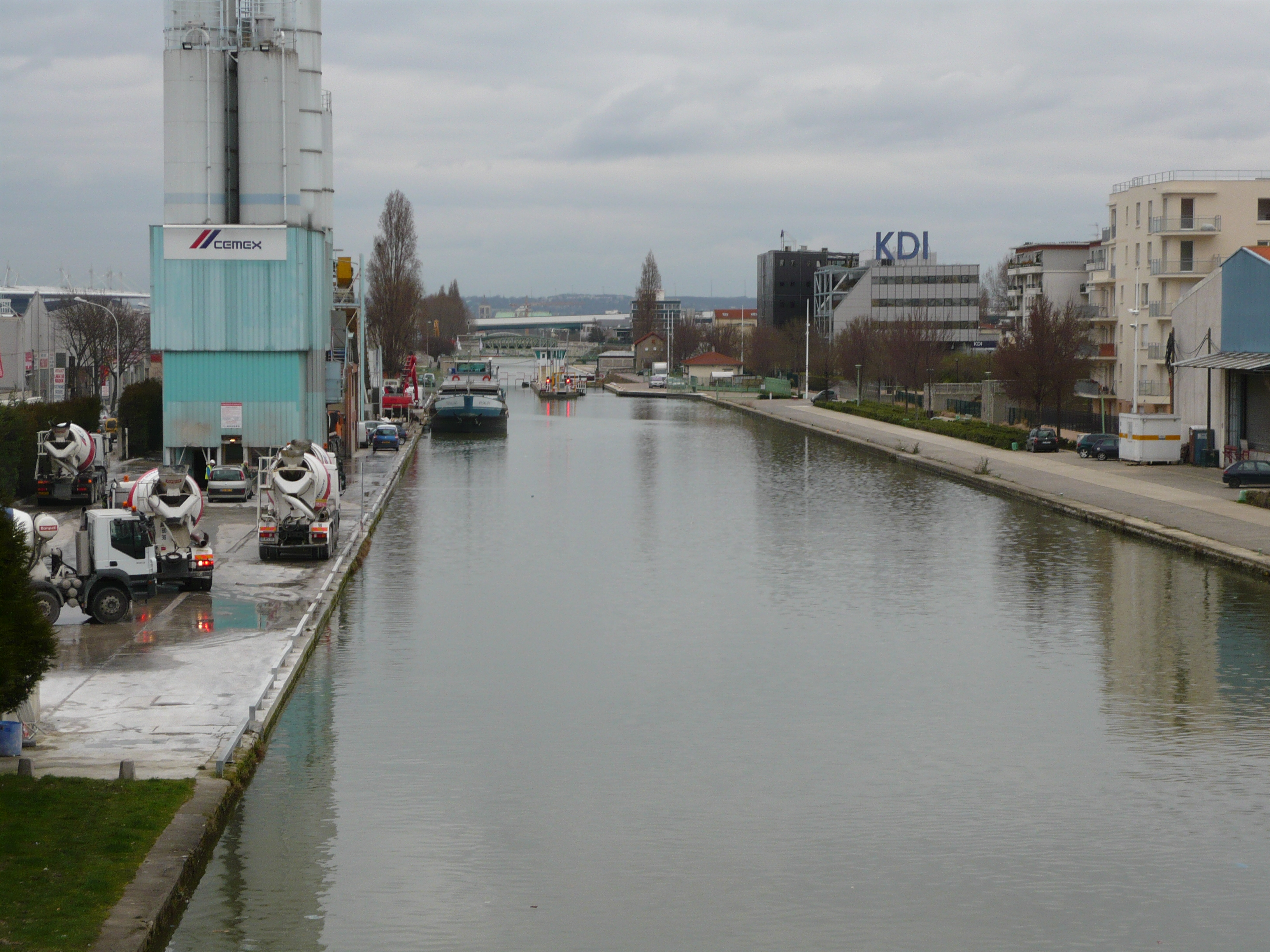
Aubervilliers, canal Sain-Denis al Pont de Stains

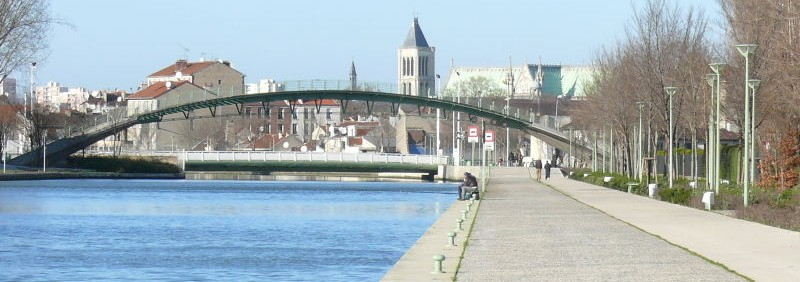
Il Canal Saint-Denis a Saint-Denis, con il ponte girevole e la passerella dello stade de France. Sullo sfondo la basilica di Saint-Denis

## Storia
Con il decreto del 29 Fiorile dell'anno X (19 maggio 1802), Napoleone Bonaparte ordinava la creazione della rete dei canali parigini e, in particolare, l'apertura di un canale di deviazione che partendo dalla Senna, a valle del Bassin de l'Arsenal confluisse nel bacino della Villette e continuasse per Saint-Denis, per ridurre il carico del trasporto fluviale nel centro di Parigi, molto fitto e quindi molto lento. In più, il canale avrebbe permesso di evitare uno dei meandri della Senna.
I lavori cominciarono nel 1805 sotto la direzione di Edouard de Villiers du Terrage, e il canale entrò in esercizio nel 1821. 
Inizialmente comportava 12 chiuse per superare un dislivello complessivo di 28,34 metri. L'opera fu poi ricostruita tra il 1890 e il 1895, per consentire il traffico di naviglio di maggior tonnellaggio. In quell'occasione il numero delle chiuse fu ridotto a sette: la prima, al Pont de Flandre, copriva da sola 10 metri di dislivello e sostituiva 4 delle vecchie chiuse. Il canal Saint-Denis permette oggi il transito di imbarcazioni che stazzano fino a 800 tonnellate, che possono attraversare tutte le chiuse in due ora e mezzo. È aperto alla navigazione 365 giorni l'anno e tutti gli impianti (sia le 7 chiuse che il ponte girevole di Saint-Denis) sono ormai gestiti attraverso un sistema di telecomando e telesorveglianza da un unico posto centralizzato situato alla prima chiusa, quella del pont de Flandre; l'impianto fu creato nel 1974 e successivamente ammodernato, nel 1992 e ancora nel 2006.

## Caratteristiche tecniche
La larghezza del Canal Saint-Denis varia da 30 a 140 metri; la larghezza media è di 70 metri. Il canale è attraversato da 13 manufatti stradali o ferroviari, e le sue rive occupano 36 ettari di suolo pubblico. 
Nei pressi dello Stade de France si trova una zona di deposito di materiali da costruzione, il bacino della Maltournée, la cui profondità, da 3,2 a 3,5 metri, consente la circolazione delle grandi péniches e di chiatte da 1000 tonnellate. In effetti possono utilizzarlo imbarcazioni non più larghe di 8 metri, con un pescaggio non superiore a 2,60 metri e non più alte di 4,44 metri sulla linea di galleggiamento.
Al pont de Stains di Aubervilliers, c'è una rampa di varo attrezzata, lungo la quale corre ancora un'alzaia, residuo della trazione a cavalli delle péniches prima della loro motorizzazione, mantenuta in attività al servizio alla gestione del canale.
L'insieme del traffico annuale sulla rete dei canali di Parigi oscilla, a seconda dell'attività del settore edile e dei lavori pubblici, attorno a 1 milione di tonnellate/anno. 
Il canal Saint-Denis assicura anche la regolazione permanente dei livelli idrici nei tronchi di bacino, garantendo in questo modo la sicurezza degli utenti e dei rivieraschi dai sovraccarichi che possono generarsi per l'immissione nella Senna delle eccedenze provenienti dal canale dell'Ourcq.
Sulla darsena del bacino della Charbonnière o darsena dei Magazzini generali, grande spazio da 120.000 metri quadri, che nel XIX secolo ospitava i depositi di merce ad Aubervilliers, che ha perduto completamente la sua funzione di scalo merci, è stato installato un grande centro commerciale.

## Navette fluviali
Occasionalmente circolano sul canale dei bateau-mouche, in particolare in coincidenza con eventi allo Stade de France. Inoltre, da luglio 2007  esiste un servizio regolare di navetta fluviale, che fa un servizio turistico tra l'imbarcadero a destra della stazione del metro Corentin Cariou, nel 19.me, verso il centro commerciale di Aubervilliers e i Magazzini generali di Parigi con un'imbarcazione ad alimentazione elettrica e dotate di pannelli solari.